# ちびちびフィアンセ
『ちびちびフィアンセ』は、日本のアダルトゲームブランド・Nornがダウンロード版を2007年12月7日、パッケージ版を2007年12月21日に発売した18禁アドベンチャーゲーム。

## 概要
本作はNornの前身ブランドで株式会社ズーが運営するニュースサイト・D-Dreamと連動していたブランド・ユメスタ内の開発チームを継承したわんこソフトが開発しており、赤人のキャラクターデザインを始めNornが発売した他の多くのタイトルとは作風が異なっている。わんこソフトは本作の後、2008年に同じくNorn発売で『ダークエルフ・プレグナント』を開発した。なお、Nornが2008年に発売した『はらはらフィアンセ』は本作とタイトルが類似しているが、開発はわんこソフトでなく本作のスタッフは参加していない。
本編中の選択肢は1箇所のみで、個別エンド2種類を見た後にハーレムエンドのルートが解禁される。

## ストーリー
良家の子息である四条史人は教師をしていたが、気が弱い性格で教え子から舐められているのが悩みだった。そんなある日、史人のクラスに双子の如月なのは・くずは姉妹が転校して来る。
姉妹が転校して来てから数日後、史人が親元を離れて一人で暮らしているマンションの自室へ帰宅すると、そこには如月姉妹の姿があった。姉妹曰く、四条家と如月家は2人のどちらかを史人の許婚にすることを取り決めていると言うのである。しかし、気が弱く頼りない性格の史人に失望した2人は「挙式までに史人を一人前の男に教育する」と言い出し、事あるごとに2人で競って史人を誘惑し始める。

## 登場人物
四条 史人
主人公。良家の子息で容姿も学歴も申し分ないが、気の弱い性格で教え子から馬鹿にされていた。教え子の如月姉妹から2人のうちどちらかを許婚にする取り決めが両家でなされていることを知らされ「頼りない性格を矯正して一人前の男にする」と言い出した姉妹の過激な誘惑に翻弄されることになってしまう。
如月 なのは
声 - 七生みこと
双子姉妹の姉。外見はちびっ子だが、沈着冷静でクラス内では「影のリーダー」的なポジションに収まっている。その反面、プライベートでは気が強く史人や妹のくずはに対しては容赦ない物言いをすることも少なくない。許婚である史人の頼りない性格に失望し、結婚するまでに一人前にすると言ってくずはと競いながら過激なご奉仕を始める。
如月 くずは
声 - 金松由花
双子姉妹の妹。姉のなのはと同様に低身長だが、バストは姉と対照的に巨乳。人見知りが激しく、パニック状態に陥ると極端な行動に走ってしまい姉のなのはに引きずられる形で史人を相手に過激なご奉仕をすることになってしまう。

## 要求スペック
- OS - Windows 98以降
- CPU - Celeron333MHz以上
- 必要メモリ - 64MB
- 推奨メモリ - 128MB
- 解像度 - 800×600（High color以上）
- DirectX - DirectX7.0以上
- デバイス - マウス（キーボード未対応）